# علاقات أرمينيا الخارجية
منذ استقلالها، اتبعت أرمينيا سياسة تكاملية تجلّت في محاولتها إقامة علاقات إيجابية وودية مع إيران وروسيا من جهة والغرب، بما في ذلك الولايات المتحدة الأمريكية والاتحاد الأوروبي، من جهة أخرى. تتمتع أرمينيا بالعضوية الكاملة في العديد من المنظمات الدولية، وتتمتع بصفة مراقب في بعض المنظمات الأخرى. مع ذلك، خلق الخلاف حول موضوع الإبادة الجماعية للأرمن عام 1915، إضافة إلى النزاع المستمر على إقليم ناغورنو كاراباخ علاقات متوترة مع اثنين من أقرب جيرانها، تركيا وأذربيجان.
تنفذ وزارة الخارجية لأرمينيا الأجندة السياسية لحكومة البلاد وتنظم وتدير الخدمات الدبلوماسية في الخارج. يشغل آرا إيفازيان منصب وزير خارجية أرمينيا منذ شهر نوفمبر من عام 2020.

## العلاقات الخارجية
أرمينيا عضو في أكثر من 70 منظمة دولية مختلفة، بما في ذلك:
- بنك التنمية الآسيوي.
- رابطة الدول المستقلة ومنظمة معاهدة الأمن الجماعي.
- مجلس أوروبا.
- مشروع الشراكة الشرقية في الاتحاد الأوروبي والجمعية البرلمانية يورونست.
- مجموعة أوروبا الشرقية الإقليمية في الأمم المتحدة.
- المنظمة الأوروبية لسلامة الملاحة الجوية.
- البنك الأوروبي لإعادة البناء والتنمية.
- الاتحاد الاقتصادي الأوروآسيوي.
- بنك التنمية الأوروآسيوي.
- الاتحاد الجمركي الأوراسي.
- اتحاد البورصات الأوروبية الآسيوية.
- البنك الدولي للإنشاء والتعمير.
- صندوق النقد الدولي.
- منظمة الشرطة الجنائية الدولية.
- المنظمة الدولية للفرنكوفونية.
- منظمة الشراكة من أجل السلام وخطة عمل الشراكة الفردية التابعة لحلف شمال الأطلسي، ومجلس الشراكة الأوروبية الأطلسية.
- منظمة الأمن والتعاون في أوروبا.
- منظمة التعاون الاقتصادي للبحر الأسود.
- الأمم المتحدة.
- برنامج ممر النقل بين أوروبا والقوقاز وآسيا.
- منظمة التجارة العالمية والبنك الدولي والمنظمة العالمية للجمارك.

تشغل أرمينيا أيضًا منصب عضوٍ مراقب في جمعية الخيار الديموقراطي غير الحكومية، وفي حركة عدم الانحياز، ومنظمة الدول الأمريكية، وتحالف المحيط الهادئ، وجامعة الدول العربية، ومنظمة مجتمع الديمقراطيات، وهي شريك حوار في منظمة شنغهاي للتعاون، وعضو محتمل في البنك الآسيوي للاستثمار في البنية التحتية.

## الاعتراف بالإبادة الجماعية للأرمن
حتى عام 2020، اعترفت 32 دولة رسميًا بالإبادة الجماعية للأرمن. تشمل برلمانات الدول التي تعترف بالإبادة الجماعية للأرمن كلًا من الأرجنتين وأرمينيا والنمسا وبلجيكا وبوليفيا والبرازيل وبلغاريا وكندا وتشيلي وقبرص وجمهورية التشيك وفرنسا وألمانيا واليونان وإيطاليا ولبنان وليبيا وليتوانيا ولوكسمبورغ وهولندا وباراغواي وبولندا والبرتغال وروسيا وسلوفاكيا والسويد وسويسرا وسوريا والولايات المتحدة الأمريكية وأوروغواي والفاتيكان وفنزويلا. إضافة إلى ذلك، تعترف بعض الحكومات الإقليمية بالإبادة الجماعية للأرمن، من بينها حكومة مقاطعة نيو ساوث ويلز وحكومة جنوب أستراليا في أستراليا، وحكومة اسكتلندا وحكومة أيرلندا الشمالية وحكومة ويلز في المملكة المتحدة. عُرض قرار مجلس النواب الأمريكي رقم 106 على التصويت في 30 يناير 2007، وأُحيل لاحقًا إلى لجنة الشؤون الخارجية في مجلس النواب. قدم مشروع القانون 225 عضوًا من أعضاء المجلس. طالب مشروع القانون الرئيس السابق جورج دبليو بوش بالاعتراف بالإبادة الجماعية للأرمن واستخدام تعبير «الإبادة الجماعية»، الذي لم يسبق له أن استخدمه أبدًا، في خطابه السنوي في 24 أبريل. أعرب خليفته، الرئيس باراك أوباما، عن رغبته بالاعتراف بالإبادة الجماعية للأرمن خلال حملته الانتخابية، لكنّه لم يستخدم تعبير «الإبادة الجماعية» لوصف الأحداث التي وقعت في عام 1915 بعد انتخابه على الإطلاق. أقر مجلس النواب الأمريكي رسميًا بالإبادة الجماعية للأرمن من خلال القرار رقم 296 الصادر عن مجلس النواب الأمريكي في 29 أكتوبر من عام 2019. أقر مجلس الشيوخ الأمريكي بالإجماع بوقوع الإبادة الجماعية للأرمن بقراره رقم 150 الصادر في 12 ديسمبر من عام 2019. حتى عام 2020، أطلقت 49 ولاية أمريكية من أصل 50 وصف «إبادة جماعية» على أحداث عام 1915.